# Франсіско Масьєль
Франсіско Масьєль (ісп. Francisco Maciel; нар. 1 липня 1964) — колишній мексиканський тенісист.
Найвищу одиночну позицію світового рейтингу — 35 місце досяг 23 червня 1986, парну — 157 місце — 16 вересня 1985 року.
Найвищим досягненням на турнірах Великого шолома було 4 коло в одиночному розряді.
Завершив кар'єру 1992 року.

## Фінали

### Одиночний розряд (1 поразка)
| Легенда                |
| Великий шлем (0)       |
| Tennis Masters Cup (0) |
| Тур ATP (5)            |

| Результат | W/L | Дата     | Турнір        | Покриття | Суперник         | Рахунок  |
| --------- | --- | -------- | ------------- | -------- | ---------------- | -------- |
| Поразка   | 0–1 | Чер 1986 | Афіни, Греція | Ґрунт    | Генрік Сундстрем | 0–6, 5–7 |